# Stiftskeller St. Peter
Stiftskeller St. Peter je restoran koji se nalazi unutar zidova samostana sv. Petra u Salzburgu. Prvi put se spominje godine 803. Zbog toga se često naziva najstarijom danas poslujućom gostionicom u Europi. 
U okviru restorana se organiziraju koncerti klasične glazbe.

## Vanjske poveznice
|  | Zajednički poslužitelj ima još gradiva o temi Stiftskeller St. Peter |

- službena stranica  Arhivirana inačica izvorne stranice od 21. svibnja 2012. (Wayback Machine)